# KV-85
KV-85 je bio sovjetski tenk koji se nalazio u proizvodnji tijekom 3 mjeseca 1943. godine

### Nastanak i namjena
Polovicom 1943. godine Crvena armija donosi odluku o obustavi proizvodnje tenkova KV-1 zbog njihove malene brzine i slabe vatrene moći. Iako je prvobitno tim naređenjem bilo zamišljeno ne proizvoditi niti jedan tenk nasljednik zbog bliskog ulaska u proizvodnju tenka IS-1. Na sovjetsku žalost neminovni početni problemi proizvodnje novog modela rezultiraju kratkotrajnim stvaranjem tenka KV-85 sa zadatkom borbe protiv njemačkih Tigera i Panthera
Prije potpunog prestanka gradnje novog tenka u studenom 1943. godine napravljeno je samo 130 njegovih primjeraka.

### Oprema
Konkretne razlike između ovog modela i KV-1 su bile minimalne. Radi postizanja bolje pokretljivosti oklop mu je smanjen na razinu posljednje verzije prethodnika ( KV-1 iz 1943 ima manji oklop od KV-1 iz 1941. radi bolje pokretljivosti ) što ipak nije bilo niti najmanje zadovoljavajuće tako da brzina modela KV-85 izvan cesta iznosi samo 12 km na sat!!!
Jedini razlog njegove gradnje je bila ugradnja topa od 85 mm namjesto topa od 76 mm koji je prestao biti koristan u borbi s njemačkim teškim oklopom. U neku ruku tenk KV-85 bi se također moglo nazvati lakšom verzijom tenka KV-2 koja se tada već dvije godine nije proizvodila.